# 공장법
공장법(Factory Acts)이란, 영국 의회에서 여성과 아동의 노동시간을 규제하는 것을 내용으로 하는 일련의 법안들을 가리키는 말이다. 1802년 최초로 영국에서 제정되었고, 이후 다른 국가들로 퍼져나갔다. 영국 내에서도 수차례 개정을 거쳤다. 한국에서는 상시노동자 5인이상인 사업장에 적용하는 노동법인 근로기준법으로써 노동시간을 하루 8시간, 주 40시간(노동자의 동의가 있을 경우 12시간까지 연장노동 가능)으로 노동시간을 규제하고 있다.

## 같이 보기
- 노동법